# 1994年リレハンメルオリンピックのアイスランド選手団
1994年リレハンメルオリンピックのアイスランド選手団（1994ねんリレハンメルオリンピックのアイスランドせんしゅだん）は、1994年2月12日から2月27日にかけてノルウェーのリレハンメルで開催された1994年リレハンメルオリンピックのアイスランド選手団の名簿。

## 選手団
- 人員: 選手 5人
- 開会式旗手: アウスタ・ハトルドウルスドッティル

## 種目別選手・スタッフ名簿及び成績

### アルペンスキー
| 選手                               | 種目               | 1回目     | 1回目 | 2回目     | 2回目 | 合計      | 合計     |
| 選手                               | 種目               | 結果      | 順位  | 結果      | 順位  | 結果      | 順位     |
| ---------------------------------- | ------------------ | --------- | ----- | --------- | ----- | --------- | -------- |
| ハウクル・アルノウルソン           | 男子回転           | -         | -     | -         | -     | 途中棄権  | 途中棄権 |
| クリスティン・ビョルンソン         | 男子大回転         | 1分33秒88 |       | 1分27秒28 |       | 3分01秒16 | 30位     |
| クリスティン・ビョルンソン         | 男子回転           | -         | -     | -         | -     | 途中棄権  | 途中棄権 |
| アウスタ・ハトルドウルスドッティル | 女子大回転         | 1分28秒02 |       | 1分16秒18 |       | 2分44秒20 | 23位     |
| アウスタ・ハトルドウルスドッティル | 女子回転           | 1分01秒86 |       | 59秒69    |       | 2分01秒55 | 20位     |
| アウスタ・ハトルドウルスドッティル | 女子スーパー大回転 | -         | -     | -         | -     | 途中棄権  | 途中棄権 |

### クロスカントリースキー
| ログンヴァルドゥル・インフソウルソン | 男子10kmクラシカル | 28分51秒2             | 78位 |
| ログンヴァルドゥル・インフソウルソン | 男子15kmパシュート | 42分25秒2 ＋11分07秒4 | 69位 |
| ログンヴァルドゥル・インフソウルソン | 男子30kmフリー     | 1時間27分45秒8        | 67位 |
| ログンヴァルドゥル・インフソウルソン | 男子50kmクラシカル | 2時間32分52秒9        | 60位 |
| ダニエル・ヤコブソン                 | 男子10kmクラシカル | 27分09秒7             | 50位 |
| ダニエル・ヤコブソン                 | 男子15kmパシュート | 40分08秒0 ＋7分08秒2  | 49位 |
| ダニエル・ヤコブソン                 | 男子30kmフリー     | 1時間20分34秒5        | 38位 |
| ダニエル・ヤコブソン                 | 男子50kmクラシカル | 2時間24分57秒0        | 55位 |